# Scelio punctaticeps
Scelio punctaticeps är en stekelart som beskrevs av Alan Parkhurst Dodd 1914. Scelio punctaticeps ingår i släktet Scelio och familjen Scelionidae. Inga underarter finns listade i Catalogue of Life.